# Cervicrambus
Cervicrambus là một chi bướm đêm thuộc họ Crambidae.